# (13256) Marne
Pour les articles homonymes, voir Marne.
(13256) Marne est un astéroïde de la ceinture principale.

## Description
(13256) Marne est un astéroïde de la ceinture principale. Il fut découvert le 26 juillet 1998 à La Silla par Eric Walter Elst. Il présente une orbite caractérisée par un demi-grand axe de 2,45 UA, une excentricité de 0,15 et une inclinaison de 12,0° par rapport à l'écliptique.

## Compléments